# گفتگو با یونانیان در مورد هادس
گفتگو با یونانیان در مورد هادس (انگلیسی: Discourse to the Greeks concerning Hades) که به آن در برابر افلاطون در مورد علت جهان نیز می‌گویند، رساله کوتاهی است که گمان می‌رود اثر هیپولیتوس رومی باشد. حداقل از قرن نهم به اشتباه به مورخ یهودی یوسف فلاوی نسبت داده شد و اولین بار در ترجمه اثر به نام یوسف فلاوی توسط ویلیام ویستون منتشر شد. از آنجایی که ترجمه ویستون در مالکیت عمومی است، در بسیاری از نسخه‌های انگلیسی امروزی جزو آثار یوسف فلاوی بدون هیچ اشاره‌ای به انتساب اشتباه آن آمده‌است.

## خلاصه
این اثر دیدگاه نویسنده در مورد زندگی پس از مرگ را در برابر دیدگاه رایج دین هلنی (یعنی دین جهان یونانی رومی) زمان خود توصیف می‌کند. . او مدعی است که:
...هادس جایی در جهان است که مرتباً تمام نشده‌است. منطقه ای «زیر زمینی» که در آن نور دنیا نمی‌درخشد. از این جهت که در این منطقه نور نمی‌تابد، نمی‌تواند باشد، بلکه باید «تاریکی» همیشگی در آن باشد. این منطقه محل نگهداری ارواح است که در آن [فرشته‌ها] قیم آنان می‌شوند و «مجازات موقت» موافق با رفتار و سیره هرکس را برایشان تقسیم می‌کنند.
نویسنده هادس را دارای «دریاچه‌ای از آتش خاموش نشدنی» توصیف می‌کند که خدا برای تاریخ داوری آینده آماده کرده‌است. با این حال، مردگان عادل و ناعادل در بخش‌های جداگانه دیگری از هادس محبوس هستند. همه از دروازه ای عبور می‌کنند که توسط «فرشتگان مقرب با میزبان» محافظت می‌شود، و تنها به دست راست به سمت ناحیه ای از نور به نام سینه ابراهیم هدایت می‌شود. ظالمان به شدت توسط فرشتگان به سمت چپ سوق داده می‌شوند، به مکانی که مشخصه آن آتش است و «بخار داغ» از آن ساطع می‌شود، به دلیل «هرج و مرج» عماء (کیهان) عمیق و بزرگ نمی‌توانند از آنجا عبور کنند.»
نویسنده به یونانی‌ها اطمینان می‌دهد که او خطاب می‌کند که خداوند مردگان را زنده می‌کند، بدن‌هایشان را دوباره زنده می‌کند و روح‌هایشان را به بدن‌های مختلف منتقل نمی‌کند. او اصرار می‌ورزد که خدا قادر به انجام این کار است، و جسد مرده را هم به کاشت بذر و هم به مواد ریخته شده در «کوره سفالگری، برای اینکه دوباره شکل بگیرد» تشبیه می‌کند. نویسنده می‌گوید که وقتی عادل با بدن‌های پاک رستاخیز خود پوشیده شود، دیگر در معرض بیماری یا بدبختی قرار نخواهد گرفت. در مقابل، ناعادل بدن خود از جمله بیماری‌های اصلی خود را بدون تغییر دریافت خواهند کرد. همه (عادل و ناعادل) به حضور عیسی مسیح که به عنوان داور خواهد آمد حکم دریافت می‌کنند. نویسنده به‌طور خاص مینوس و رادامانتوس، کسانی را که یونانیان معتقد بودند قاضی جهان اموات بودند، به عنوان داوران سرنوشت بشر رد می‌کند. در عوض، مسیح «قضاوت عادلانه پدر را در مورد همه مردم» با مجازات ابدی برای شریر و سعادت ابدی برای عادلان اعمال خواهد کرد. نویسنده مخاطب خود را به ایمان به خدا توصیه می‌کند تا در ثواب عادل شرکت کند.
پاراگراف پایانی یک جمله ادعایی مسیح را نقل می‌کند، «به هر طریقی که تو را بیابم، در آنها به‌طور کامل تو را قضاوت خواهم کرد» که نویسنده از آن برای اثبات این ادعا استفاده می‌کند که اگر شخصی که زندگی با فضیلت دارد به گناه بیفتد، فضیلت او به او کمک نمی‌کند که از مجازات بگریزد، در حالی که شخص شرور که به موقع توبه می‌کند ممکن است همچنان «مثل یک بیماری ناخوشایند» بهبود یابد.